# TransnetBW
TransnetBW GmbH is een Duitse transmissienetbeheerder met zijn hoofdvestiging in Stuttgart.

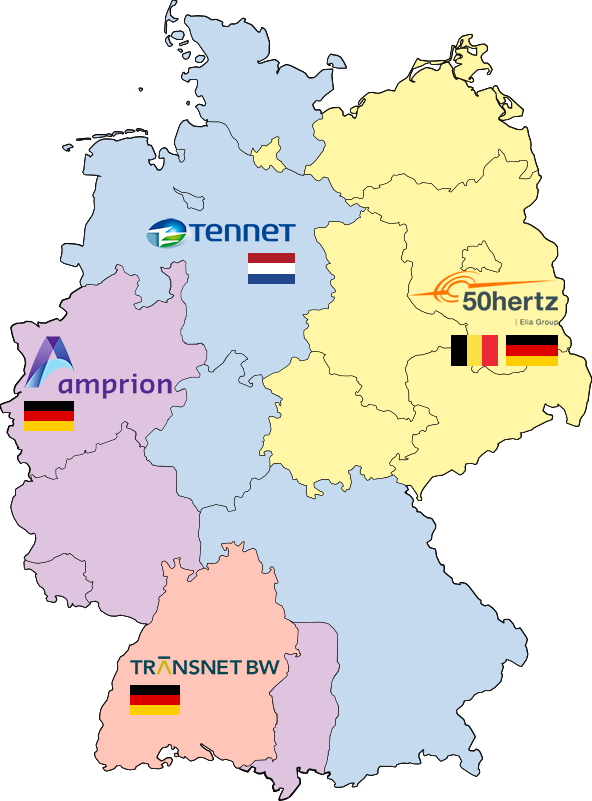
Het Duitse net van TenneT, 50Hertz, Amprion en TransnetBW

EnBW is volledig eigenaar. TransnetBW is lid van het Europees netwerk van transmissiesysteembeheerders voor elektriciteit (ENTSO-E).